# Crocidophora acutangulalis
Crocidophora acutangulalis là một loài bướm đêm trong họ Crambidae.